# Арабская кофейня
«Арабская кофейня» (фр. Le café arabe, другое название — «Марокканское кафе») — картина французского художника Анри Матисса из собрания Государственного Эрмитажа.
На картине изображён интерьер кофейни в Марокко. На дальнем плане возле колоннады с восточными арками в центре расположена группа из трёх сидящих фигур, поодаль от них, в левом углу сидит ещё один человек. На переднем плане находятся два человека, один из них лежит, другой сидит и оба они наблюдают за круглым аквариумом с двумя красными рыбками; возле аквариума стоит ваза с тремя розовыми цветками. По периметру картины — орнамент в виде охристых кругов на розовом фоне. Картина написана водорастворимыми клеевыми красками на холсте и имеет размер 176 × 210 см.
В декабре 1912 года Матисс уехал в Танжер, где начал работу над своей марокканской серией. «Арабская кофейня» датируется первыми месяцами 1913 года, хотя сам Матисс говорил, что написал её зимой 1912/1913 года. Весной 1913 года картина была отправлена из Танжера в Париж и была показана на персональной выставке Матисса в галерее галерее «Бернхайм-Жён».
Существует несколько предварительных рисунков к картине, созданных непосредственно на месте. На двух из них, при всей эскизности и поверхностности, жизнь кафе отображена вполне реалистично: один из персонажей явно дремлет, запрокинута голова пьющего, сами персонажи сидят на явно обозначенных ковриках, рядом с которыми стоят туфли. Ещё один рисунок с названием «Мавританское кафе» по своей концепции и возвышенно-поэтическому впечатлению ближе к картине, хотя и на нём проработка деталей превалирует. Все эти рисунки находятся в частных коллекциях.
Итоговая картина существенно отличается от первоначального замысла. Вдоль нижнего края Матисс изобразил ряд туфель, но затем их полностью закрасил. Невооружённым глазом заметны изменения в расположении фигур первого плана. В верхней группе из трёх персонажей левый сначала был в красном одеянии, центральный в голубом и правый — в жёлтом, но художник абсолютно всех персонажей картины «одел» в серое; о том, что центральный персонаж является скрипачом, можно догадаться не сразу. У всех можно было различить черты лица — глаза, рот; заметно, что один из них курил трубку. Всё это ушло в результате переработки картины. Н. Ю. Семёнова отмечает методическое стирание любых индивидуальных черт с человеческих лиц: «полулежащие фигуры превратились в пятна серого, белого и охристого на бледном голубовато-зелёном фоне». Известны слова самого Матисса о сюжете и цветовом решении картины: «Передо мной сосуд с рыбками и розовый цветок. Вот что меня поразило: эти детины остаются часами, созерцая цветок и красных рыбок. Ладно! Если я сделаю их красными, то этот вермильон превратит мой цветок в фиолетовый. Но я хочу розовый и никакой другой. Тогда мои рыбки станут жёлтыми…».
В апреле 1913 года Матисс, послал И. А. Морозову приглашение посмотреть «Арабскую кофейню» и «Сидящего рифа» (ныне в собрании Фонда Барнса, Филадельфия, США), а 15 сентября он сообщает Ш. Камуэну что продал картину С. И. Щукину: «Картина должно быть уже прибыла в Москву». Известно, что Щукину она обошлась в 10 тысяч франков. Сам Щукин 10 октября извещает Матисса, что поместил картину в своей столовой: «Эту картину я люблю больше всех других и смотрю на неё не менее чем по часу». Н. Ю. Семёнова отмечает, что «Арабская кофейня» стала для Щукина своеобразным объектом медитации. Она же приводит слова Марселя Самба: «Вглядитесь в неё как следует — вы увидите самую сущность художника… Вы увидите полулежащие фигуры, все одинаково серые… Для Матисса совершенствоваться — значит упрощать, потому что — сознательно или бессознательно, преднамеренно или невольно — всякий раз, когда он стремился улучшать то, что сделал, он шёл к простоте… Матисс держит свои горести при себе. Он не желает их никому показывать. Людям он дарит только спокойствие».

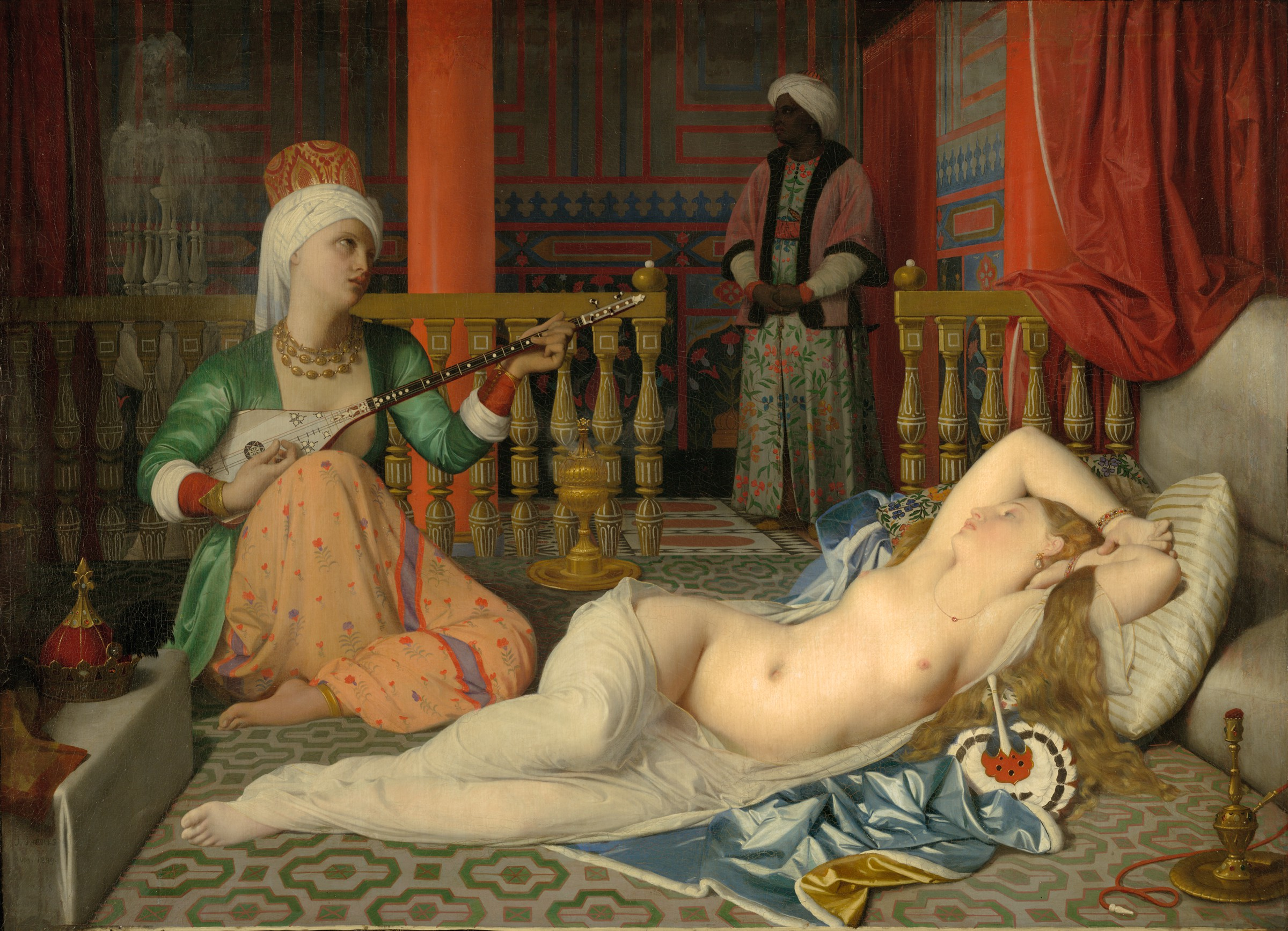
Энгр. «Одалиска и рабыня». Гарвардский художественный музей

Альфред Барр считал «Арабскую кофейню» самой оригинальной и значительной работой Матисса из всего марокканского цикла и высказывал предположение, что в качестве возможного источника сюжета Матисс использовал миниатюру Ага Резы «Принц и его наставник», которая в 1912 году выставлялась в парижском Музее декоративного искусства. А. Г. Костеневич в качестве произведения, повлиявшего на Матисса и мотивы которого заметны в «Арабской кофейне», называет картину Энгра «Одалиска и рабыня» из собрания Гарвардского художественного музея (1839 год, авторское повторение 1842 года в собрании Художественного музея Уолтерса, Балтимор, США). Матисс эту картину хорошо знал, и лежащий возле аквариума мужчина, по мнению Костеневича, является отчётливой отсылкой к работе Энгра (он также проводит прямую аналогию между балюстрадой у Энгра и колоннадой у Матисса). Также Костеневич обращает внимание на живописный бордюр по периметру картины, и в этом его позиция согласуется с мнением А. Барра: «Приём живописного обрамления заимствован из восточных миниатюр, <…> без этой ориентальной ноты вся композиция „поплыла“ бы, потеряла бы ту логику организации, которую исповедует западная живопись».
После Октябрьской революции собрание Щукина было национализировано, и с 1923 года картина находилась в Государственном музее нового западного искусства.
Вскоре после начала Великой Отечественной войны картина была снята с подрамника и накатана на вал. В таком виде она была эвакуирована и так провела несколько военных лет. Это весьма негативно сказалось на её состоянии. Из-за использования на холсте некачественного грунта и общей хрупкости клеевых красок сам красочный слой начал расслаиваться. После того, как в 1948 году ГМНЗИ был расформирован и картина была передана в Государственный Эрмитаж, она была отправлена на срочную консервацию. В 1961—1965 годах картина прошла полную реставрацию, рыхлый и начавший расслаиваться живописный слой был укреплён с помощью растворов синтетических смол. Тем не менее картина по-прежнему отличается большой хрупкостью и не вывозится из Эрмитажа в другие музеи на временные выставки.
С конца 2014 года картина выставляется на четвёртом этаже здания Главного штаба, зал 413.
Гийом Аполлинер, увидев картину на выставке в галерее «Бернхайм-Жён», охарактеризовал её как «сносную». После того как картина оказалась в Москве, она сразу же привлекла внимание ведущих художественных критиков. П. П. Перцов, составивший описание щукинской коллекции, зафиксировав стремление Матисса к максимальному упрощению содержания картин и переходу к обобщающим намёкам, особо остановился на «Арабской кофейне»: «…выступают, как краткие отрывки действительности, только ваза с золотыми рыбками, неясные абрисы туземных фигур без лиц — и резкие, ярко-чёрные узоры чугунных колонок, точно условные знаки художественного ребуса… Действительно, эта живопись есть уже игра символов — живописный конспект реальности, сокращённой, как в математике, до нескольких „алгебраических“ обозначений».
А. Г. Костеневич в своём историческом обзоре французской живописи второй половины XIX — начала XX века отмечает упорное стремление Матисса ко всё большей лапидарности. Анализируя картину, он пишет:

«Чёрный, белый, охристо-жёлтый, вкрапления красного — необходимые контрасты к бледному зеленовато-голубому цвету, они — его охранное сопровождение. <…> Светло-серый тон одеяний „Арабской кофейни“ призван вторить основному цвету. Относительно большая свобода предоставлена светлой охре, которая выступает „телесной“ краской. Она переходит из картины на живописный бордюр, как бы олицетворяя смуглость кожи марокканцев, и бордюр тем самым служит не только границей композиции, но и символизирует арабскую расу, возвращая нас к персонажам, носителям того же цвета».